# O Pulo do Gato
O Pulo do Gato é uma telenovela brasileira produzida e exibida pela TV Globo de 16 de janeiro a 28 de julho de 1978, em 140 capítulos. Substituiu Nina e foi substituída por Sinal de Alerta, sendo a 25ª "novela das dez" exibida pela emissora.
Foi escrita por Bráulio Pedroso, dirigida por Jardel Mello e supervisionada por Walter Avancini.
Contou com Jorge Dória, Sandra Bréa, Milton Gonçalves, Kadu Moliterno, Mário Gomes e João Carlos Barroso nos papéis principais.

## Sinopse
Bubby Mariano (Jorge Dória) é um playboy decadente e mulherengo que tenta manter seu status social a qualquer preço. Mora na Zona Sul do Rio de Janeiro e já foi muito rico, mas nos últimos anos sobrevive com o dinheiro da venda, em segredo, de quadros de sua pinacoteca, falsificados pelo amigo Caxuxo (Milton Gonçalves).
Prestes a ficar pobre, o ex-milionário pretende dar um golpe nos grã-finos que o rodeiam para escapar à falência. E, através de seu traquejo com a elite, usa três garotões pobres - Procópio (Mário Gomes), Billy (Kadu Moliterno) e Nando (João Carlos Barroso) - para se aproximarem de ricaças carentes. Mas os planos de Bubby Mariano fracassam e ele perde a mulher de sua vida, Noêmia (Sandra Bréa), e a filha, Mayra (Marly Aguiar).

## Elenco
- Jorge Dória - Bubby Mariano
- Sandra Bréa - Noêmia Sandor
- Mário Gomes - Procópio
- Ittala Nandi - Maristela
- Milton Gonçalves - Caxuxo
- Camila Amado - Sofia
- Marly Aguiar - Mayra
- Kadu Moliterno - Billy
- Felipe Carone - Jarelli
- Neuza Amaral - Lígia Vilela
- Mara Rúbia - Bilu
- Francisco Dantas - Horácio
- Lady Francisco - Regina Pacheco
- Pedro Paulo Rangel - Francisco Pacheco (Chiquinho)
- Monah Delacy - Zilda
- Ivan Mesquita - Marrão
- Rui Resende - Olegário
- Julciléa Telles - Marly
- Carlos Kroeber - Pacheco
- Márcia Rodrigues - Priscila Vilela
- João Carlos Barroso - Nando
- Shulamith Yaari -  Francisca
- Antonio Ganzarolli -  Fredo
- Heloísa Arruda - Patrícia Vilela
- Lauro Góes - Ricardo
- Cosme dos Santos - Dico
- Érica Kupper - Ivonete
- Beatriz Ramos - Bia
- Ricardo Bravo -  Nick
- Eliana Dutra - Janice
- Nélson Caruso - Olivares
- Murilo Néri - Camargo
- Marta Anderson - Valentina
- Reinaldo Gonzaga - Repórter de Bubby
- Tonico Pereira - Fotógrafo de Bubby
- Paulo Silvino - Narrador
- Beth Castro - Roselinda
- Apolo Corrêa - Oficial de justiça
- Aracy Cardoso - Bernadete
- Candeia - Ele mesmo
- Carlinhos de Oliveira - Ele mesmo
- Hildegard Angel - Ela mesma
- Manoel Eliziário - Garçom
- Maria Inês Sayão - Maria Inês
- Marlene - Modelo
- Murilo Nery - Camargo
- Nelson Cavaquinho - Ele mesmo
- Paulo Cézar Lima - Jogador de futebol
- Ricardo Amaral - Ele mesmo
- Rodrigo Argollo - Decorador
- Solon de Almeida - Maurição
- Suely Franco - Zulmirinha

## Produção
O ator Paulo Silvino foi convidado por Boni, Superintendente de Produção e Programação da Rede Globo na época, para fazer a narração da história. A ideia era ter uma locução diferente daquela que os telespectadores estavam acostumados a ouvir na programação da TV Globo. Boni ainda pediu a Silvino que encontrasse uma palavra que marcasse a retrospectiva dos capítulos. Inspirado pelos seriados do Batman e do Super-Homem, o ator então sugeriu inserir a pergunta “confere?” ao final de cada frase, o que passou a ser a marca registrada da narração da novela. Paulo Silvino só apareceu para o público no último capítulo.
Apesar de não saber pegar onda na época, Kadu Moliterno aceitou o convite de Walter Avancini para interpretar o surfista Billy na trama de Bráulio Pedroso. O ator conta que comprou uma prancha e passou a praticar diariamente. Mesmo assim, em seu primeiro dia de gravação, na Praia do Arpoador, no Rio de Janeiro, Kadu quase se afagou e acabou sendo substituído por um dublê nas cenas de surfe. O incidente não impediu que Kadu fizesse sucesso como surfista. Billy foi o primeiro de uma série de personagens que marcaria a trajetória profissional do ator.
O Pulo do Gato contou com participações de pessoas famosas da vida carioca. Hildegard Angel, Rodrigo Argollo, Carlinhos de Oliveira, Nelson Cavaquinho, Candeia, Ricardo Amaral, o craque Paulo César, e a atriz e manequim Marlene Silva, do humorístico Planeta dos Homens, foram algumas das celebridades que passaram pela novela.

## Exibição

### Outras Mídias
Nunca reprisada, foi disponibilizada pelo Globoplay em 12 de maio de 2025, através do Projeto Fragmentos, que visa resgatar obras incompletas cujos capítulos foram perdidos em incêndios ou no processo de substituição de mídias físicas por questões econômicas. Foram preservados nove capítulos: 01, 03, 04, 40, 66, 70, 74, 134 e 140.

## Trilha sonora

### Nacional
1. "Requebra Que Eu Curto" - Guilherme Lamounier
2. "Babá Alapalá" - Zezé Motta
3. "Face a Face" - Simone
4. "Linda Manhã" - Quinteto Ternura
5. "Feito Para Dançar" - Tim Maia
6. "Eu e Meu Gato" - Rita Lee
7. "Amor Informal" - Don Beto
8. "Sedução" - Fafá de Belém
9. "Cordas e Correntes" - Martinho da Vila
10. "Tem Uma Mulher na Vida Dele" - The Fevers
11. "Yougue de Ouvido" - Moraes Moreira
12. "Seu Preço" - César Costa Filho
13. "Pedra de Ouro" - Denise Emmer

### Internacional
1. "The House Of The Rising Sun" - Santa Esmeralda
2. "La Vie En Rose" - Grace Jones
3. "As" - Tony Sherman
4. "Count On Me" - Jefferson Starship
5. "I Wanna Be a Rollin' Stone" - Nadine Expert
6. "On And On" - Stephen Bishop
7. "Makin' Love" - Dennis Gordon
8. "Funky Funky" - Andrea Mingardi Super Circus
9. "You're In My Heart" - Rod Stewart
10. "From East To West" - Voyage
11. "There's Always a Goodbye" - Randy Richards
12. "For You" - Light Years
13. "Let Me Be" - Ralph Richardson
14. "Singin' In The Rain" - Sandy Woo